# Indirana diplosticta
Indirana brachytarsus là một loài ếch tìm thấy ở Ấn Độ.